# Mathieu Lambert van Geen
Mathieu Lambert van Geen (Maastricht, 30 augustus 1883 - Putten, 4 maart 1970) was van 1 oktober 1927 tot 5 augustus 1941 burgemeester van Putten.
In het begin van de Tweede Wereldoorlog nam hij een onderduiker in huis, Wiete Rengers Hora Siccama. Deze onderduiker verloofde zich later met zijn dochter, raakte bevriend met zijn zoon (die later werd gefusilleerd door de Duitsers) en kwam in 1945 om in het verzet. Ook andere onderduikers (waaronder piloten) vonden onderdak bij burgemeester Van Geen.
Op 5 augustus 1941 werd Van Geen door de Duitsers ontslagen uit zijn ambt en gevangengezet in Kamp Amersfoort, onder nummer 10921. In maart 1945 werd hij overgebracht naar Neuengamme, in de laatste trein die nog reed naar Neuengamme. Hij werd van daar met een groep gevangenen naar het Oost-Duitse Gardelegen gestuurd in een heel zware mars te voet. Hij wist met enkele anderen te ontsnappen. Omdat de Russen uit het oosten oprukten, vermoordden de Duitsers op 13 april 1945 de 1016 gevangenen door hen in een schuur op te sluiten en deze in brand te steken.
Toen de Amerikanen enkele dagen later in Gardelegen aankwamen, wilde de commandant uit vergelding de hele stad verwoesten. Van Geen wist hem te overtuigen dat niet te doen, door te zeggen: "Alleen Duitse officieren branden als vergelding steden en dorpen af en vermoorden hun tegenstanders. Zo doen Nederlandse en Amerikaanse officieren niet". Hierbij speelde zijn ervaring in Putten een rol, waar inwoners waren geëxecuteerd na de aanslag op Generaal Rauter. In de kerk van Gardelegen wordt deze gebeurtenis herdacht door een paneeltje met de naam en foto van Van Geen.
Na de oorlog werd hij in zijn ambt hersteld, al was zijn gezondheid zeer zwak vanwege zijn kampervaring. In 1948 ging hij met pensioen.
Van Geen was eigenaar van landhuis Bijstein, dat hij in 1927 liet uitbreiden.